# حاجز مهبلي

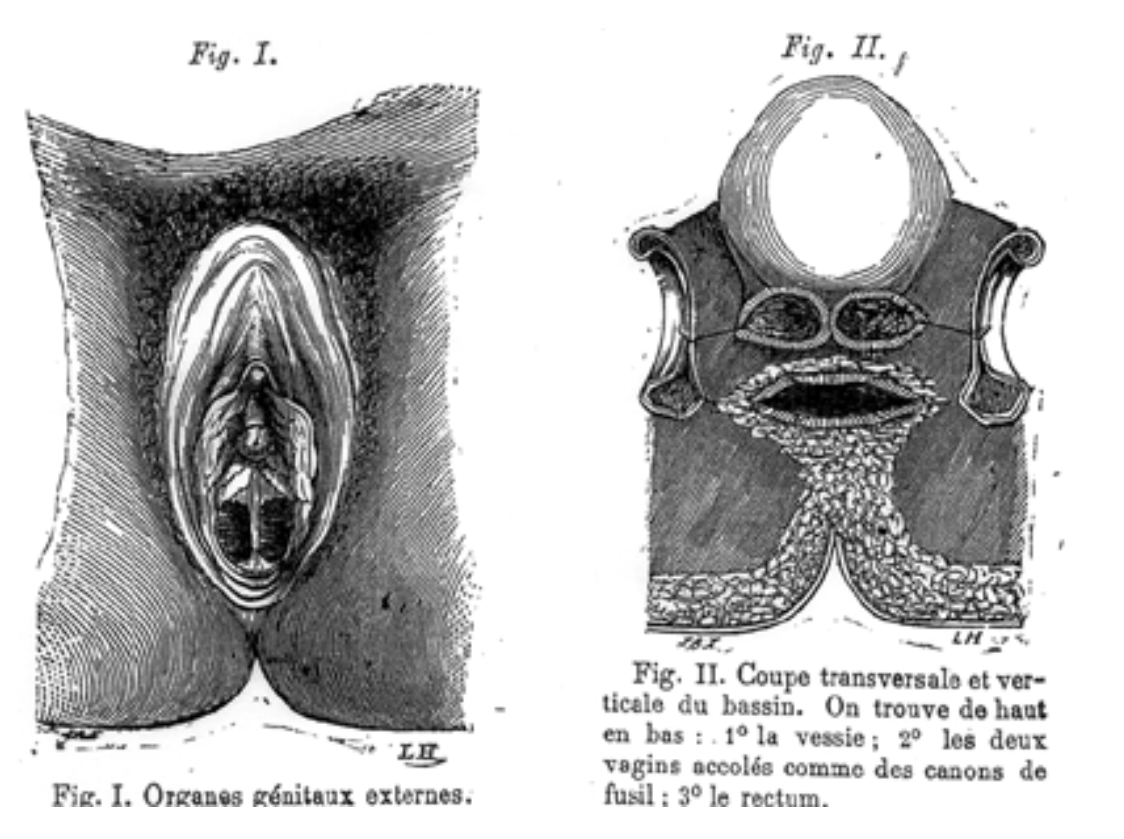

الحاجِز المهبلي أو الحِجاب المهبلي هو عبارة عن حاجز أو جدار فاصل من الأنسجة يتموقعُ داخل الجهاز التناسلي الأنثوي ويتخدُ شكلًا عاموديًا أو أفقيًا. بشكلٍ عام؛ فإنّ أعراض الحاجز المهبلي غير معروفة على وجهِ الدقّة إلّا أنّ هناك أعراضًا أوليّة وهي شائعة نوعًا ما وعامّة ولا تعني بالضروة وجوده إلى أنّها قد تُشير لذلك أحيانًا مثلَ الشعور بالألم الشديد خِلال مرحلة البلوغ أو التدفق غير الطبيعي للطمث كما أنّ الألم أثناء الجماع يمكن أن يَكون أحد أعراض هذا المُشكل.
يتطوّرُ الحاجز المهبلي خلالَ مرحلة التخلق المضغي وذلكَ حينما لا يكتملُ التحام الأجزاء السفلى ونتيجة لذلك؛ قد يبدو أنّ هناكَ فتحتي مهبل. هذا الحاجز قد يتسببُ في وقفِ تدفق الطمث ما يُسبب آلامًا كبيرة للفتاة أو المرأة؛ ويُعدّ أحد الأسباب الرئيسيّة في انقطاع الطمث. جديرٌ بالذكرِ هنا أنّ الأطباء يُطلقونَ على تراكم الحيض وراء الحاجز اسمَ الحيض الخفيّ. على الجِهة الأخرى؛ قد تؤدي بعض الحواجز العرضية غير المكتملة إلى عسر الجماع أو مشاكل خِلالَ الولادة.

## الأنواع
هناكَ نوعينِ من الحجاب أو الحاجز المهبلي:
- الحجاب المهبلي الطولي: يُسمّى أحيانًا المهبل المزدوج ويتميّز بوجود فتحتي مهبل (واحدة أصغرَ من الأخرى) يفصل بينهما جدار رأسي من الأنسجة.[ا]
- الحجاب المهبلي العرضي: في هذه الحالة وكما يدلّ على ذلك اسمهُ؛ يكونُ الحاجز المهبلي أفقيّ الشكل فيَقسِم المهبل إلى تجويف علوي وآخر سفلي وقد يقطع المهبل بشكل تام أو حتّى جزئي.